# Bec de tenalles
Els becs de tenalles (Anastomus) són un gènere d'ocells de la família dels cicònids (Ciconiidae). Són dues espècies de grans ocells de potes llargues, amb la notable característica del seu bec, amb dues mandíbules corbes, de manera que només entren en contacte en la punta. Naixen però, amb el bec recte i és més tard quan canvia a la forma corba dels adults.

## Taxonomia
S'han descrit dues espècies d'aquest gènere:
- Bec de tenalles asiàtic (Anastomus oscitans).
- Bec de tenalles africà (Anastomus lamelligerus).